# Карнавал животных
«Карнава́л живо́тных» (фр. Le carnaval des animaux) — сюита (авторское обозначение: «зоологическая фантазия») для инструментального ансамбля Камиля Сен-Санса, одно из самых популярных его сочинений.

## История создания
«Карнавал животных» был написан Сен-Сансом в феврале 1886 года во время отдыха в Австрии. Композитор задумал эту музыку как сюрприз для концерта, который виолончелист Шарль Лебук должен был дать на праздник «Жирного вторника». Первое исполнение состоялось 9 марта 1886 года, в нём принимали участие флейтист Поль Таффанель, кларнетист Шарль Тюрбан, контрабасист Эмиль де Байи, для которых композитор специально написал сольные эпизоды. Партии двух фортепиано исполняли сам Сен-Санс и Луи Дьемер.
Считая это произведение лишь музыкальной шуткой, Сен-Санс запретил издавать его при своей жизни, не желая прослыть автором «несерьёзной» музыки. Все известные исполнения «Карнавала животных», состоявшиеся до 1921 года (время смерти композитора), проходили в частных домах и салонах. Так, месяц спустя после премьеры, 2 апреля 1886 года, сочинение было исполнено в доме Полины Виардо в присутствии Ференца Листа. В таких исполнениях в разное время принимали участие Габриэль Пьерне, Альфред Корто, Альфредо Казелла (фортепиано), Мартен Марсик (скрипка), Анатолий Брандуков (виолончель), Филипп Гобер (флейта), Проспер Мимар (кларнет).
Единственная часть сюиты, которую Сен-Санс разрешил издавать и исполнять ― пьеса «Лебедь» для виолончели и фортепиано: ещё при жизни композитора она прочно вошла в репертуар виолончелистов.
В завещании композитор запретил публикацию всех своих неизданных сочинений за исключением «Карнавала». После смерти композитора партитура «Карнавала» была издана целиком. После премьеры для широкой публики, состоявшейся 25 февраля 1922 года, эта музыка получила известность и вошла в концертный репертуар. Нередко «Карнавал животных» преподносится как музыка для детей. В концертах и аудиозаписях для детской аудитории инструментальная музыка перемежается небольшими текстами-вставками просветительской направленности.
«Карнавал животных» наполнен юмором, иногда переходящим в сатиру: в нём пародируются известные музыкальные произведения (в виде стилизаций и даже точных цитат), высмеиваются человеческие пороки. Велико также значение звукоизобразительности (имитируются голоса животных, течение воды и т.п.).

## Инструментальный состав
В оригинале «Карнавал» инструментован для 11 исполнителей: 
- Флейта (в финале также флейта-пикколо)
- Кларнет
- Стеклянная гармоника (партия исполняется обычно на колокольчиках или челесте)
- Ксилофон
- Два фортепиано
- Две скрипки
- Альт
- Виолончель
- Контрабас

«Зоологическую фантазию» нередко играют в оркестровой версии, не меняя оригинальной инструментовки Сен-Санса (увеличивается лишь количество струнных инструментов). Существуют также многочисленные переложения отдельных её частей (чаще других, части «Лебедь» и «Аквариум») для различных инструментов.

## Музыка
«Карнавал животных» состоит из четырнадцати частей:
1. Вступление и Королевский марш льва (фр. Introduction et Marche Royale du lion) — в короткой интродукции после тремоло двух фортепиано струнные вступают с основной темой, а после расходящихся глиссандо по всему диапазону у фортепиано начинается марш, в котором звучат фанфары, исполняемые на фортепиано, и грубоватые хроматические ходы, изображающие рычание льва.
2. Куры и петухи (фр. Poules et Coqs) — кларнет, скрипки, альт, фортепиано: назойливые повторяющиеся звуки, изображающие квохтанье кур, перемежаются с мотивом петушиного кукареканья; «куриный» мотив взят из клавесинной сюиты Жан-Филиппа Рамо.
3. Антилопы (быстрые животные) (фр. Hémiones (animaux véloces)[3]) — два фортепиано исполняют быстрые пассажи.
4. Черепахи (фр. Tortues) — струнные и два фортепиано: цитируется канкан из оперетты Оффенбаха «Орфей в аду», но замедленный в несколько раз, что создаёт комический эффект.
5. Слон (фр. Eléphant) — контрабас и два фортепиано: вальсообразная мелодия, играемая контрабасом, основана на заимствованиях двух тем: танца сильфов из драматической легенды Берлиоза «Осуждение Фауста» и скерцо Мендельсона к комедии «Сон в летнюю ночь»; комизм заключается в том, что музыка, задумывавшаяся как лёгкая и воздушная и в оригинале исполняемая инструментами высокого регистра, передана неповоротливому инструменту, звучащему в нижней части диапазона и изображающему танцующего слона.
6. Кенгуру (фр. Kangourous) — два фортепиано: острые стаккатные звучания с форшлагами изображают прыжки кенгуру.
7. Аквариум (фр. Aquarium) — флейта, стеклянная гармоника, струнные, фортепиано: звучание флейты, играющей мелодию, оттеняется «булькающими» звучаниями и глиссандо у фортепиано и стеклянной гармоники, создавая картину аквариума.
8. Персонажи с длинными ушами (фр. Personnages à longes oreilles) — скрипки чередованием очень высоких и очень низких звуков изображают ослиный крик.
9. Кукушка в глубине леса (фр. Le coucou au fond des bois) — кларнет и два фортепиано: на фоне размеренных аккордов у фортепиано, изображающих лес, кларнет (который, согласно указанию автора, должен находиться за кулисами) периодически играет два «кукующих» звука.
10. Птичник (фр. Volière) — флейта, струнные и два фортепиано: на фоне «шелестящего» тремоло струнных флейта играет мелодию c трелями и скачками, изображая птичье пение.
11. Пианисты (фр. Pianistes) — два фортепиано в сопровождении струнных играют гаммы и упражнения в стиле Ганона или Черни. Эта часть заканчивается на доминанте, которая (через паузу) разрешается в тонику в начале следующей пьесы.
12. Ископаемые (фр. Fossiles) — кларнет, ксилофон, два фортепиано и струнные: Сен-Санс цитирует собственную симфоническую поэму «Пляска смерти», французские народные песни «Ah! vous dirai-je, maman[фр.]» и «Au clair de la lune», а также каватину Розины из оперы Россини «Севильский цирюльник».
13. Лебедь (фр. Le Cygne) — виолончель и два фортепиано: певучая мелодия у виолончели изображает плавное движение лебедя по поверхности воды, а фигурации у фортепиано ― рябь на ней; на музыку «Лебедя» хореограф Михаил Фокин в 1907 году поставил знаменитый балетный номер «Умирающий лебедь» для Анны Павловой: Сен-Санс был удивлён такой трактовкой ― в его пьесе лебедь не умирает ― но не возражал против неё.
14. Финал (фр. Finale) — исполняет весь ансамбль: весёлая и лёгкая главная тема перемежается мотивами из предыдущих частей.

## Дискография (выборка)
Примечание. Год в скобках — дата первого релиза, без скобок — дата записи

### Ансамблевая версия
- 1977 М. Бероф, Ж.-Ф. Коллар, А. Молья etc. (EMI)
- 1978 Ф. Антремон, Габи Казадезюс etc. (Sony)
- 1985 М. Аргерих, Г. Кремер, М. Майский etc. (Philips)

### Оркестровая версия
- 1951 Э. Гилельс, Я. Зак, Д. Шафран, ГСО СССР / К. Элиасберг (Мелодия)
- (1962) Нью-Йоркский филармонический оркестр / Л. Бернстайн (CBS)
- (1966) Л. Брук, М. Тайманов, Ленинградский камерный оркестр / Л. Гозман (Мелодия)
- 1975 Альфонс Контарский, Алоис Контарский, Венский филармонический оркестр / К. Бём (DG)
- 1980 П. Роже, К. Ортис, Лондонская симфониетта / Ш. Дютуа (Decca)

## В театре
- 1997, хореограф Пьер Дард (фр. Pierre Darde).
- 2003, Нью-Йорк Сити балет, хореограф Кристофер Уилдон. Премьера состоялась 14 мая в Линкольн-центре на сцене театра штата Нью-Йорк[англ.].
- 2003, Балет Сан-Франциско[англ.], хореограф Алексей Ратманский.
- Кроме того, музыка использована в балете Ролана Пети «Пруст, или Перебои сердца» (1974).

## В кино
Отдельные пьесы из сюиты особенно любимы кинематографистами.
«Лебедь» звучал в фильмах «И корабль плывет» Федерико Феллини, «Идиоты» и «Нимфоманки» Ларса фон Триера и многих других. Пьеса «Аквариум» использовалась в мультсериалах «Симпсоны» и «Шоу Рена и Стимпи», на вступительных титрах «Дней жатвы» Терренса Малика. После этого фильма с 1987 года «Аквариум» используется в заставке предваряющей показ фильмов на Каннском кинофестивале, в том числе и как дань памяти Сен-Сансу, который считается одним из первых кинокомпозиторов (речь о фильме 1908 года «Убийство герцога Гиза»). Финал сюиты обыгрывается в «диснеевской» Фантазии-2000.